# 李大泳
李大泳（1960年4月13日—）是韩国的导演，常見譯名為「李台英」。

## 導演作品
- 1980年：MBC《田園日記》
- 1998年：MBC《為了愛情》
- 2002年：MBC《羅曼史》
- 2003年：MBC《男人的香氣》
- 2005年：MBC《加油！金順》
- 2007年：MBC《壞女人好女人》
- 2009年：MBC《老婆！給我飯》
- 2015年：MBC《女王之花》
- 2016年：MBC《爸爸，我來伺候你》

## 製作作品
- 2008年：MBC《愛你，別哭》
- 2009年：MBC《做得好 做的妙》
- 2010年：MBC《黃金魚》
- 2010年：MBC《Gloria》
- 2011年：MBC《一閃一閃亮晶晶》

## 總製作品
- 2008年：MBC《春子家有喜事了》
- 2008年：MBC《愛的謊言》

## 外部連結
- NAVER （页面存档备份，存于）
- Daum （页面存档备份，存于）